# La Route de Midland
La Route de Midland est un roman écrit par Arnaud Cathrine en 1999. Il s'agit du troisième roman publié par l'auteur.
Arnaud Cathrine et Éric Caravaca ont coécrit l’adaptation cinématographique du roman sous le titre Le Passager. Le film est sorti le 22 mars 2006.